# ابورو (کریشناراجاناگارا)
ابورو (کریشناراجاناگارا) (به لاتین: Abburu (Krishnarajanagara)) در هند است که در کارناتاکا واقع شده‌است.